# Oh, diese Mieter!

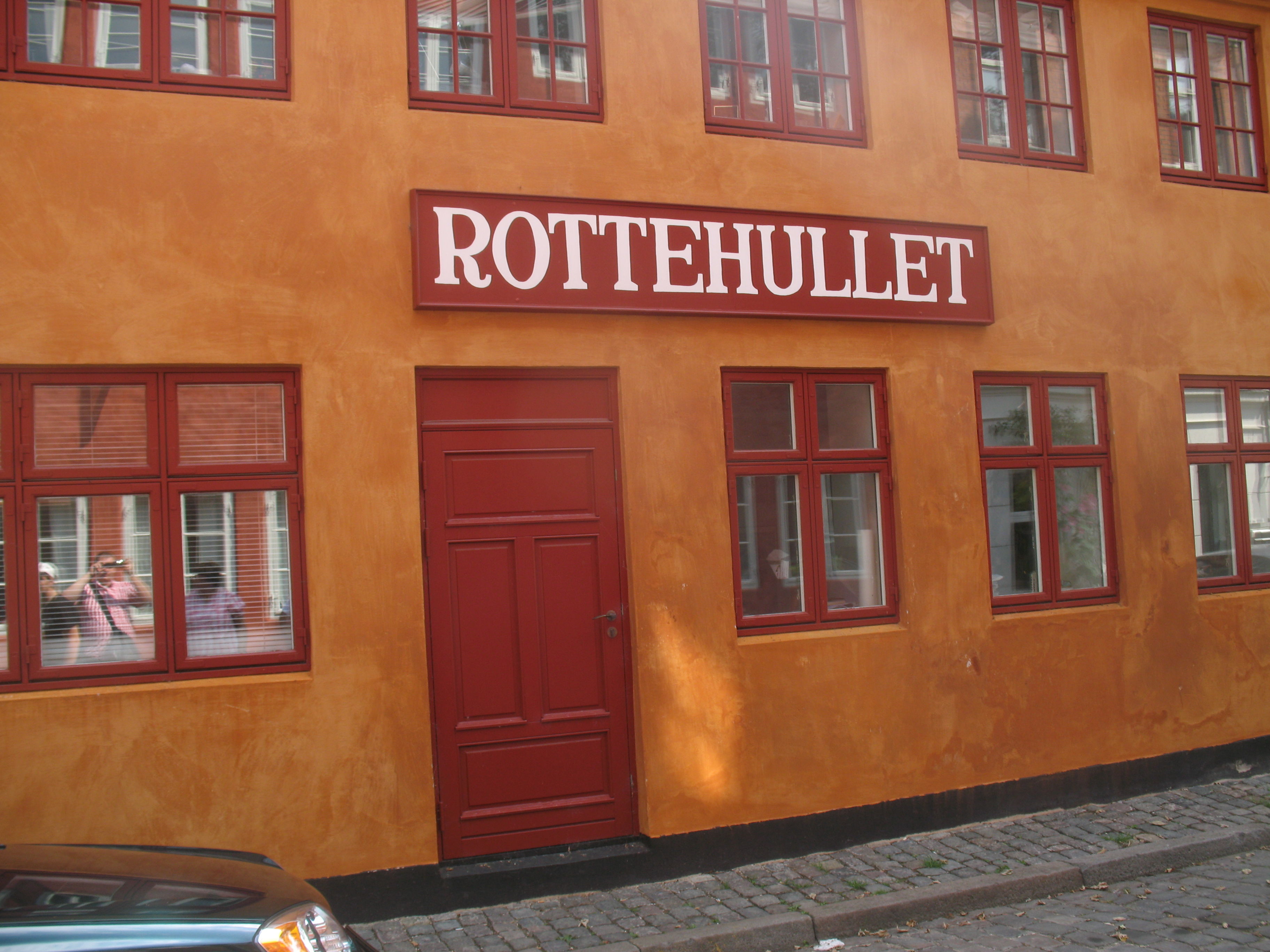
Emmas Kneipe – das Rattenloch (Rottehullet) in der Amagergade heute.

Oh, diese Mieter! (Huset på Christianshavn) ist eine 84-teilige dänische Fernsehserie, die im Auftrag des dänischen Fernsehsenders DR von 1970 bis 1977 von Nordisk Film produziert wurde. Die Serie erzählt von den alltäglichen Erlebnissen der Bewohner eines Mietshauses in der (tatsächlich existierenden) Amagergade im Kopenhagener Stadtteil Christianshavn.
Zahlreiche Beteiligte vor und hinter der Kamera wirkten auch an den im selben Zeitraum produzierten Filmen um die Olsenbande mit. Auch das gezeigte Milieu, ein etwas schäbiges Arbeiterviertel in Kopenhagen, erinnert an das der Bande.
In Dänemark, aber auch in der DDR entwickelte sich die Serie wie die Olsenbande zu einem Straßenfeger.

## Charaktere
Herr, Frau und William OlsenHerr Olsen ist Möbelträger.
Herr und Frau ClausenHerr Clausen hat eine kleine Tierhandlung und fast nur Zeit für seine Tiere.
Rikke und Tuesind ein junges Paar, die in der ersten Folge in das Mieterhaus einziehen. Rikke ist Kindergärtnerin und Tue ein experimentierfreudiger Student.
Egon, Karla und BimmerEgon arbeitet bei der Kommune und hat es nicht leicht mit Karla.
Larsenhat eine kriminelle Vorgeschichte und ist der Gentleman des Hauses.
Meyerist der Hausmeister. Wenn er nicht seinen Besen schwingt, den er fast immer bei sich trägt, hilft er den Mietern, wo er nur kann.
Emmaist die Wirtin der Kneipe „Rattenloch“ (dänisch Rottehullet), die sich genau gegenüber dem Mieter-Haus befindet. Hier treffen sich die Männer des Hauses zu Besprechungen und Bierrunden.
Boist Fotograf und Weiberheld. Er schlägt sich so durchs Leben und nutzt jede Gelegenheit, andere für sich arbeiten zu lassen.
Frau Hammerstedtzieht erst in den letzten Folgen ein. Sie ist eine alte Dame und Schwägerin der „alten Frau“, die sich gern von Meyer bedienen lässt.

## Folgen (DDR-Titel)
Für das Fernsehen der DDR wurden insgesamt 48 Folgen zu je 25 Minuten synchronisiert und in fünf Blöcken zwischen 1975 und 1982 gesendet. Die meisten Folgen wurden dabei in sich gekürzt und nicht in der Reihenfolge des dänischen Originals gesendet.
1. Einzug mit Gepolter
2. Zauberlehrlinge
3. Bei Clausens bröckelt’s
4. Kriminelle Kisten
5. Im Zeichen des Wassermanns
6. Finderlohn
7. Reden müßte man können!
8. Wenn Männer krank sind...
9. Ehrlich währt am längsten
10. Man weiß, was man hat
11. Clausens geheimnisvolle Allergie
12. Ein Zwölfer im Toto
13. Meyer auf Freiersfüßen
14. Karlas Gastmahl
15. Larsens Alibi
16. Drachen
17. Ein Bärendienst
18. Die Erweckung des Hauses
19. Dieb über Dieb
20. Erben – Scherben
21. Das lebendige Milieu
22. Ausflug zu den Vögeln
23. Hausklatsch
24. Vater eines Genies
25. Karlas Berufung
26. Jetzt steigt die Kunst
27. Der Preis der Liebe
28. Frau am Steuer
29. Kein Wort über Harald
30. Panikalter
31. Damenausflug
32. Es steht in den Sternen
33. Urlaub machen wäre schön
34. Die Macht der Reklame
35. Wenn die Natur ruft
36. Nur eine kurze Freude
37. Olsen, den haben wir gern
38. Larsens Erbschaft
39. Der Tag danach
40. Gulasch in Dosen
41. Dachstube mit Perspektive
42. Kammerton
43. Was Vater tut
44. Frau Hammerstedt in der Patsche
45. Zwischen Himmel und Erde
46. Wer wagt, gewinnt
47. Gehe auf Empfang
48. Auf Wiedersehen, Meyer

## Folgen (dänisch)
Staffel 1

Episode 1 (Disk 1) – Tue og Rikke får en lille, fredelig lejlighed

Episode 2 (Disk 1) – Klaverer mødes

Episode 3 (Disk 1) – Der kommer besøg

Episode 4 (Disk 1) – Noget i øjet

Episode 5 (Disk 2) – Der bydes til bryllup

Episode 6 (Disk 2) – Om at skyde papegøjen
Staffel 2

Episode 7 (Disk 2) – Kødets lyst og trøst

Episode 8 (Disk 2) – Køreprøven

Episode 9 (Disk 3) – Man danner et vagtværn

Episode 10 (Disk 3) – Gnavere (Huset på Christianshavn)

Episode 11 (Disk 3) – En men'skelig aften

Episode 12 (Disk 3) – Nytår (Huset på Christianshavn)
Staffel 3

Episode 13 (Disk 4) – I vandmandens tegn

Episode 14 (Disk 4) – Vi flytter

Episode 15 (Disk 4) – En bjørnetjeneste

Episode 16 (Disk 4) – Panikalderen

Episode 17 (Disk 5) – Deller og kønsroller

Episode 18 (Disk 5) – Berømmelsens byrder
Staffel 4

Episode 19 (Disk 5) – Husk at bestille bord

Episode 20 (Disk 5) – Det står i stjernerne

Episode 21 (Disk 6) – Gode vibrationer

Episode 22 (Disk 6) – En tolver

Episode 23 (Disk 6) – Døren er åben

Episode 24 (Disk 6) – Hold da helt ferie (Huset på Christianshavn)
Staffel 5

Episode 25 (Disk 7) – Troldmandens lærlinge

Episode 26 (Disk 7) – God bedring

Episode 27 (Disk 7) – Dametur

Episode 28 (Disk 7) – Nordøstlig kuling, det blæser på Hebriderne

Episode 29 (Disk 8) – Kontrabande

Episode 30 (Disk 8) – Tues eksamen
Staffel 6

Episode 31 (Disk 8) – Med ærlighed kommer man nu længst

Episode 32 (Disk 8) – Formand Olsen

Episode 33 (Disk 9) – Operation Mallorca

Episode 34 (Disk 9) – Men Emma hun spår

Episode 35 (Disk 9) – Du er min tulipan

Episode 36 (Disk 9) – Er det så yndigt?
Staffel 7

Episode 37 (Disk 10) – En fremmed kommer til huset

Episode 38 (Disk 10) – Hva' synes De om skriften?

Episode 39 (Disk 10) – En vise ved bordet

Episode 40 (Disk 10) – Reklamens magt

Episode 41 (Disk 11) – Bimmers bortkomst

Episode 42 (Disk 11) – Clausens røde hunde
Staffel 8

Episode 43 (Disk 11) – Farvel skat

Episode 44 (Disk 11) – Feltråb Fire bajere

Episode 45 (Disk 12) – Vi må komme hinanden ved

Episode 46 (Disk 12) – Varanens tarv

Episode 47 (Disk 12) – Da huset blev vækket

Episode 48 (Disk 12) – Nu stiger kunsten
Staffel 9

Episode 49 (Disk 13) – Man ved, hvad man har

Episode 50 (Disk 13) – Karlas gæstebud

Episode 51 (Disk 13) – Larsens mareridt

Episode 52 (Disk 13) – Hvad ved far om kærlighed?

Episode 53 (Disk 14) – Ikke et ord om Harald

Episode 54 (Disk 14) – Kvindens plads og Olsens
Staffel 10

Episode 55 (Disk 14) – Fugleturen

Episode 56 (Disk 14) – En stakket glæde

Episode 57 (Disk 15) – Børn af sol og sommer

Episode 58 (Disk 15) – Kærlighedens pris

Episode 59 (Disk 15) – Jert hus skal I bygge

Episode 60 (Disk 15) – Geniets kår
Staffel 11

Episode 61 (Disk 16) – Havde Mor anet

Episode 62 (Disk 16) – Det levende miljø

Episode 63 (Disk 16) – Olsen, ham kan vi li

Episode 64 (Disk 16) – Karlas kald

Episode 65 (Disk 17) – Meyers far

Episode 66 (Disk 17) – Larsens arv
Staffel 12

Episode 67 (Disk 17) – Tyv over tyv

Episode 68 (Disk 17) – Dagen efter dagen derpå

Episode 69 (Disk 18) – Noget om at skue hunnen på hårene

Episode 70 (Disk 18) – Det er vistnok

Episode 71 (Disk 18) – Oh, har du en fader!

Episode 72 (Disk 18) – Hus til salg
Staffel 13

Episode 73 (Disk 19) – Perspektiver på kvisten

Episode 74 (Disk 19) – En virkelig dame

Episode 75 (Disk 19) – En gentleman bliver 50

Episode 76 (Disk 19) – Mellem himmel og jord

Episode 77 (Disk 20) – Kammertonen (Huset på Christianshavn)

Episode 78 (Disk 20) – Når naturen kalder
Staffel 14

Episode 79 (Disk 20) – Fru Hammerstedt i knibe

Episode 80 (Disk 20) – Hvad fatter gør

Episode 81 (Disk 21) – Tab og vind med samme sind

Episode 82 (Disk 21) – Miljølovprisning

Episode 83 (Disk 21) – Skifter og lytter

Episode 84 (Disk 21) – Hus forbi
Alle 84 dänischen Folgen sind mittlerweile komplett auf DVD erschienen – ebenfalls wie alle 48 vom Fernsehen der DDR deutsch synchronisierten Folgen. Auf den 3 DVD-Boxen befinden sich zusätzlich jeweils zwei nicht synchronisierte und auch nicht im Fernsehen der DDR gezeigte Folgen.

## Film
Aufgrund ihrer hohen Beliebtheit entschied man sich, aus der Serie auch einen Kinofilm zu machen. Der Film feierte 1971 in Dänemark unter dem Namen „Ballade på Christianshavn“ Premiere. Er war nicht in der DDR zu sehen und wurde nie auf Deutsch veröffentlicht.